# 植野村 (岐阜県)
植野村（うえのむら）は、かつて岐阜県山県郡にあった村である。
現在の関市植野に該当する。

## 歴史
- 1889年（明治22年）7月1日 - 町村制により、植野村が発足。
- 1897年（明治30年）4月1日 - 千疋村と合併し、千疋村が発足。同日植野村は廃止。